# Bel-emuranni (turtanu)
Bel-emuranni (akad. Bēl-ēmuranni, w transliteracji z pisma klinowego zapisywane najczęściej mEN-IGI.LAL-an-ni; tłum. „Pan wybrał mnie”) – wysoki dostojnik za rządów asyryjskiego króla Sennacheryba (704-681 p.n.e.), noszący tytuł „naczelnego dowódcy wojsk strony prawej” (turtān imitti); według asyryjskich list i kronik eponimów w 686 r. p.n.e. sprawował urząd limmu (eponima). Jego imieniem jako eponima datowane są teksty prawne z Niniwy, Aszur i Imgur-Enlil.